# 비인지주의
비인지주의는 윤리적 문장이 명제를 표현하지 않으므로 참이나 거짓이 될 수 없다는 메타윤리적 견해이다. 비인지주의자는 "도덕적 판단은 세상의 어떤 특징을 설명하기 때문에 객관적으로 참일 수 있다"는 인지주의를 거부한다. 도덕적 진술이 참일 수 없고 참이 아닌 것을 알 수 없다면 비인지주의는 도덕적 지식이 불가능하다는 것을 의미한다.